# Moerassen van Harchies
De Moerassen van Harchies (Frans: les marais d'Harchies-Hensies-Pommeroeul) zijn een natuurgebied van 550 hectare in de vallei van de Hene in de gemeenten Harchies, Hensies en Pommeroeul (Natuurpark Scheldevlakten) in de Waalse provincie Henegouwen in België. De moerassen vormden het eerste drasland  van Wallonië van internationaal belang onder de Conventie van Ramsar en worden beheerd door het Waals Gewest en natuurvereniging Natagora. Ze zijn erkend als 'Site de Grand Intérêt Biologique' (SGIB126) door het Waals Gewest en Europees beschermd als onderdeel van Natura 2000-gebied 'Vallée de la Haine en aval de Mons' (Henevallei stroomafwaarts van Bergen) (BE32017).
Het landschap bestaat uit vier grote waterplassen, moerassen, 24 hectare rietvelden en weiden met knotwilg. De moerassen ontstonden toen verzakkingen door de mijnbouw zich vanaf de jaren 1920 vulden met water. Tussen 1968 en 1971 werden de moerassen drooggelegd voor een bouwproject dat mislukte, en ze werden nadien ter bescherming aangekocht door het ministerie van Onderwijs en aan het Koninklijk Belgisch Instituut voor Natuurwetenschappen (KBIN) overgedragen. Hierdoor raakten ze opnieuw gevuld met grond- en regenwater. 

## Fauna en flora
In de moerassen zijn zo'n 350 plantensoorten gevonden, zoals riet, kleine lisdodde, grote lisdodde, waterpunge, wilg en els. Er werden ook zo'n 250 vogelsoorten waargenomen, waaronder 15 eendensoorten (kuifeend, krakeend, slobeend, tafeleend, wintertaling) en de grote zilverreiger, blauwe reiger, kwak, lepelaar, aalscholver (die er sinds 1994 opnieuw nestelt), dodaars, geoorde fuut, fuut, bruine kiekendief, witwangstern, waterral, blauwborst, roodpootvalk, woudaap, Cetti's zanger.

## Natuurbeleving
De moerassen van Harchies zijn vrij toegankelijk op de paden langs de waterplassen. In Harchies is er een soort bezoekerscentrum (Regionaal Centrum voor Milieu-Initiatie (Centre Régional d'Initiation à l'Environnement (CRIE)) van Natagora.

## Afbeeldingen

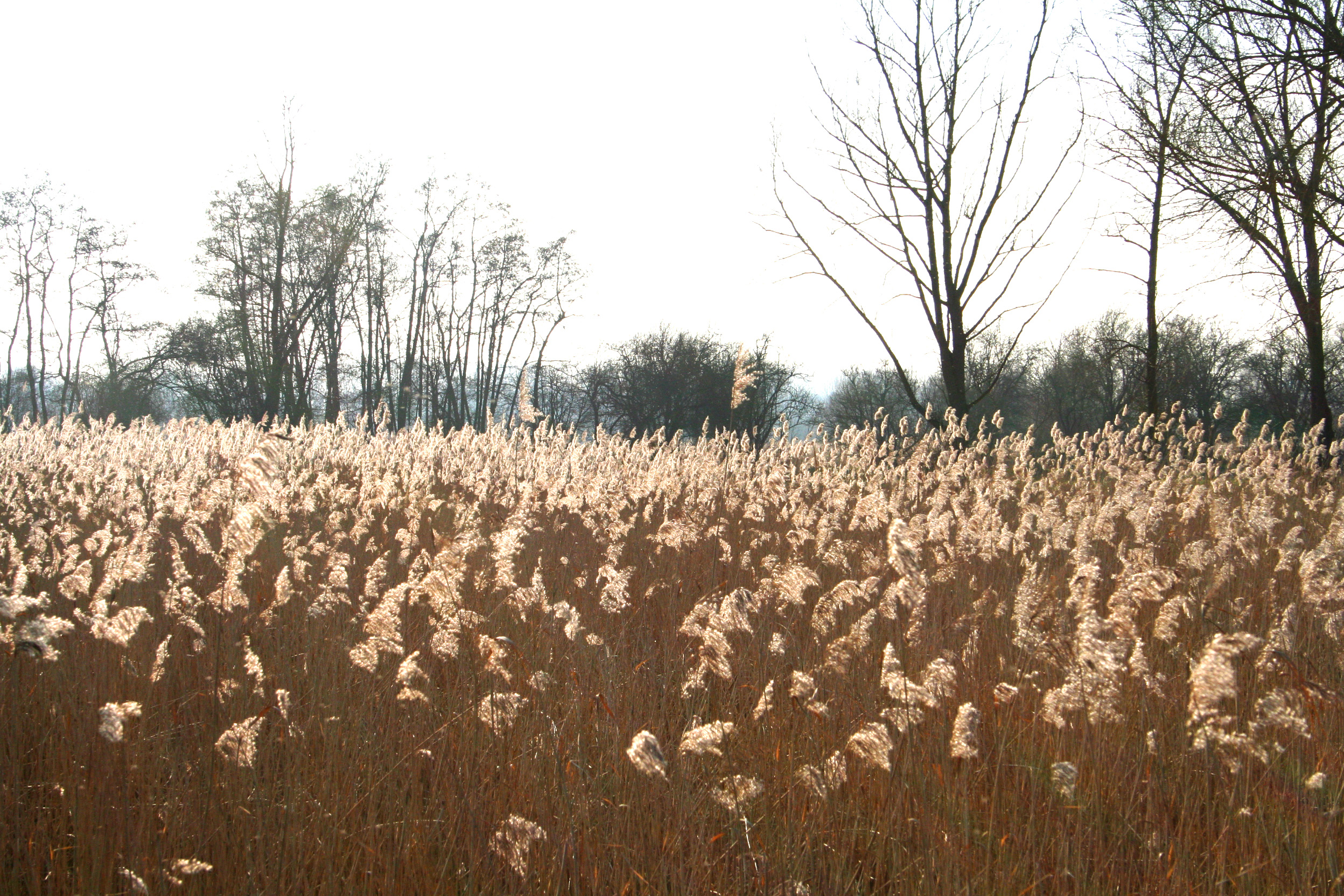
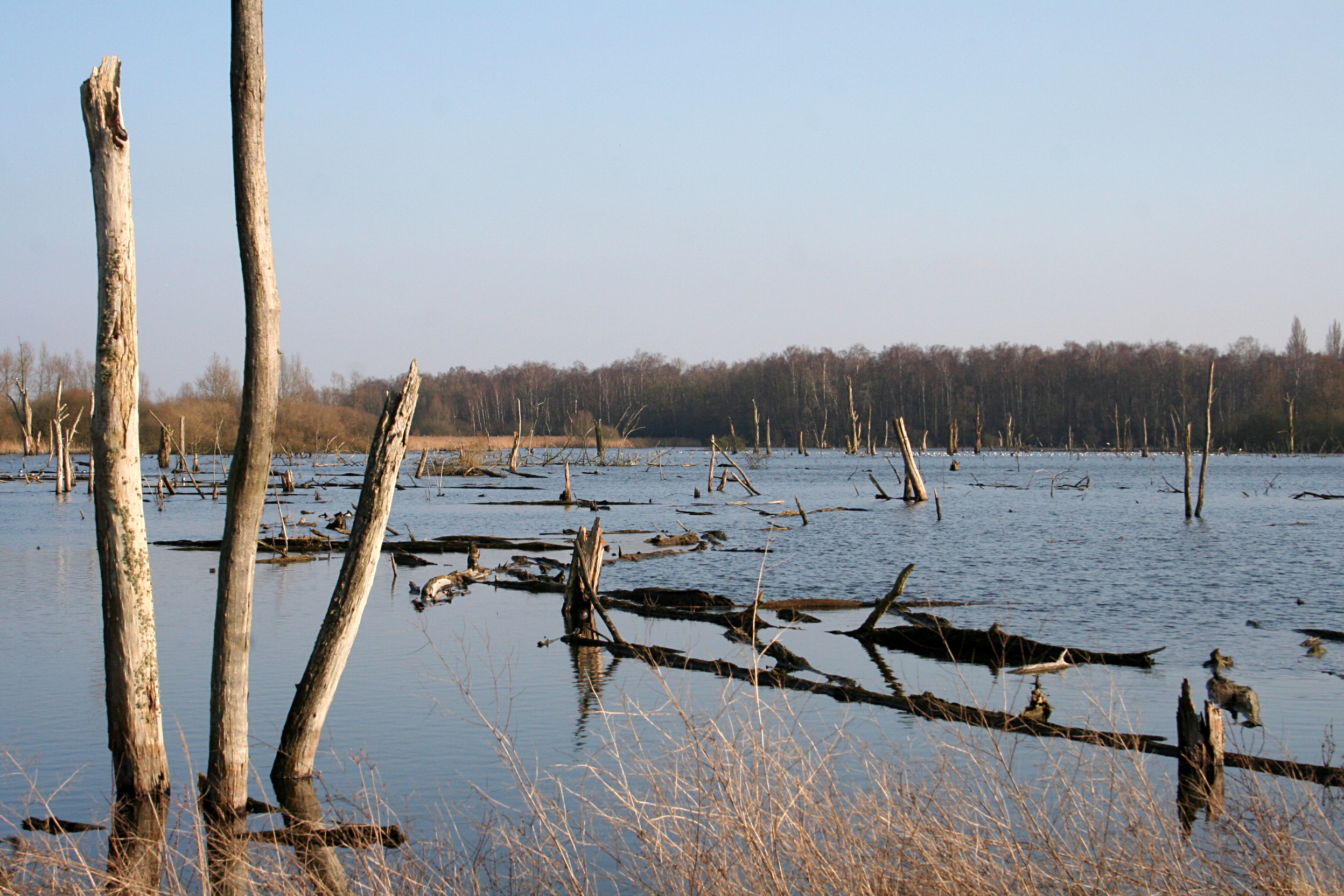
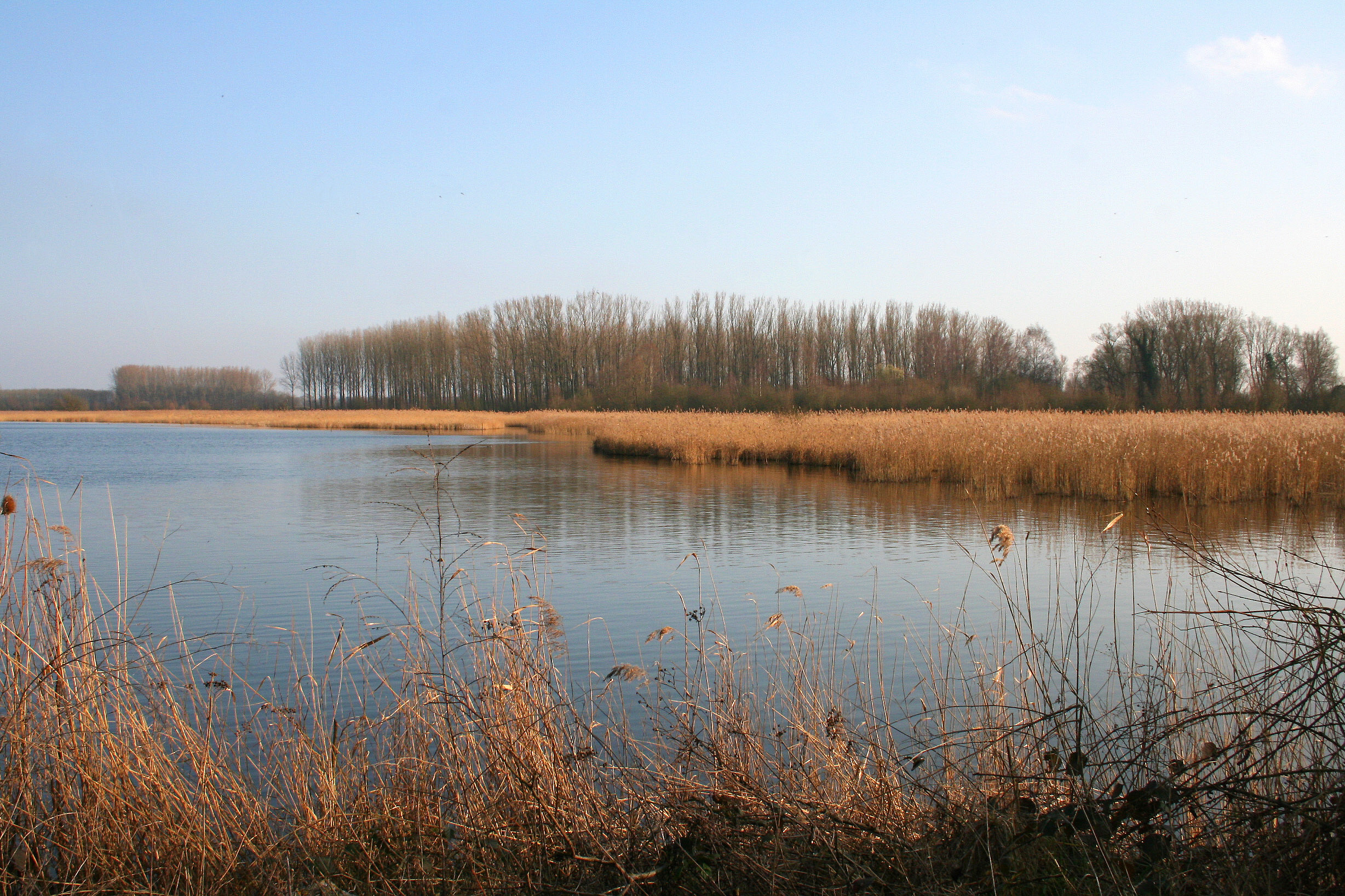
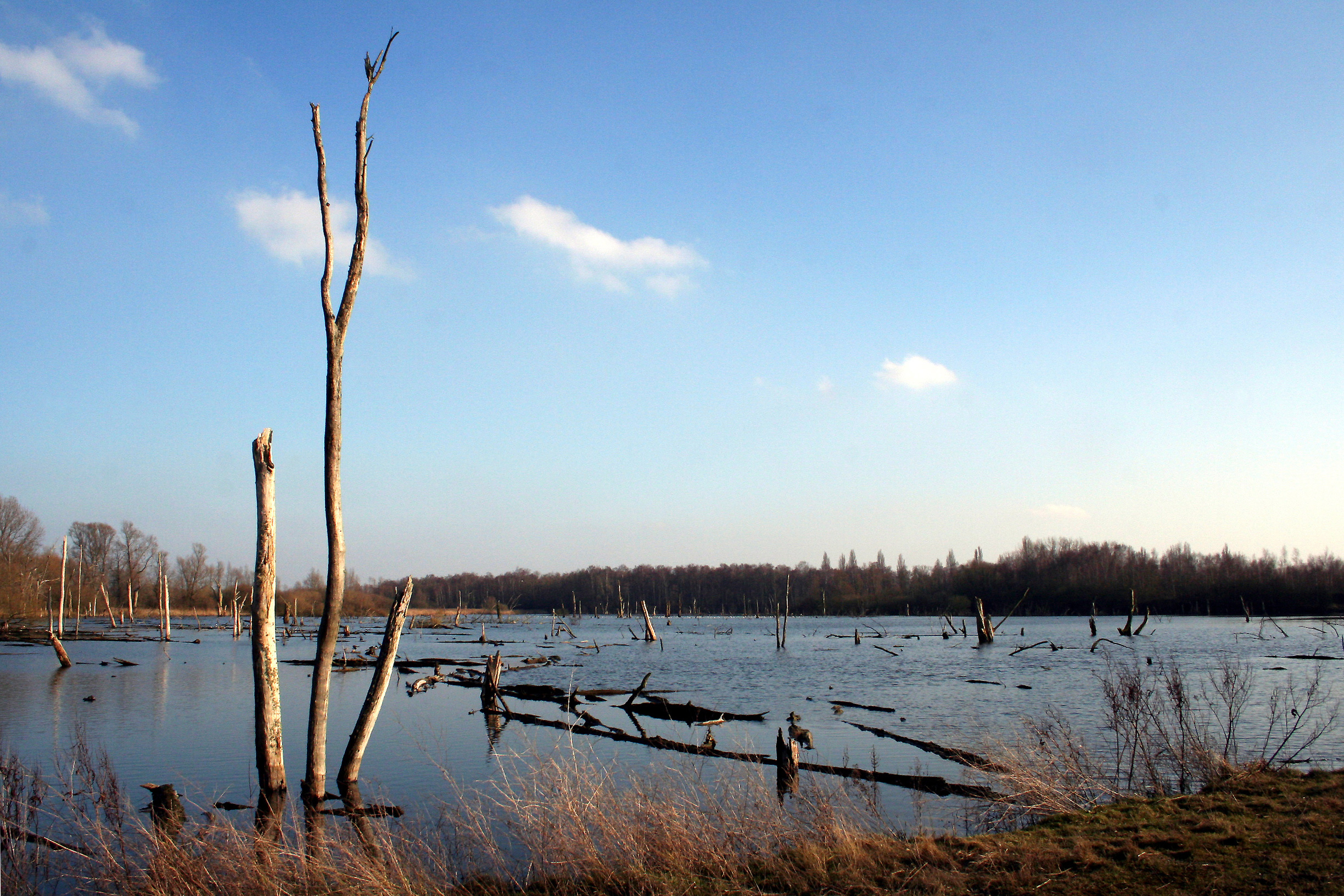
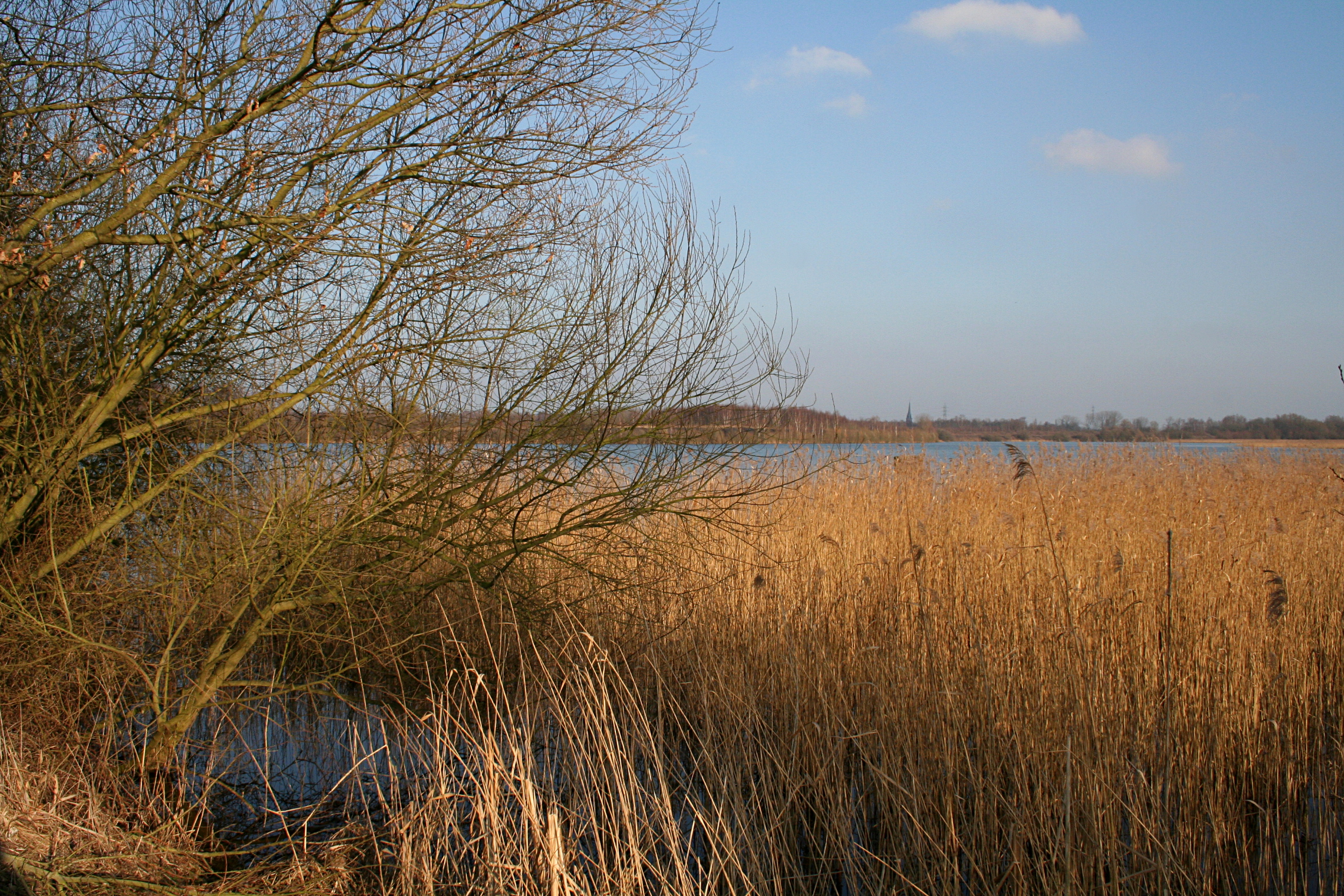
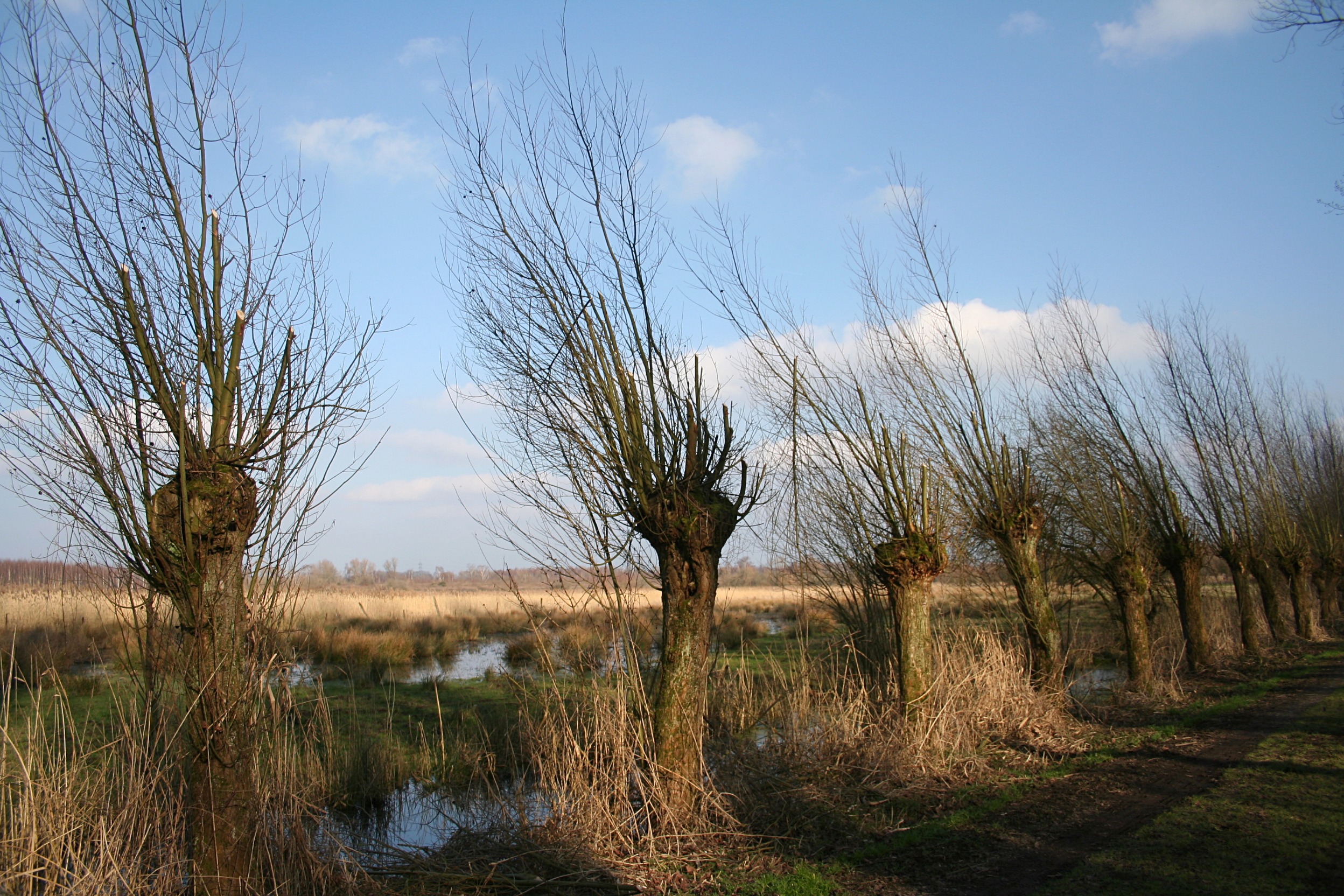